# 三硒化四砷
三硒化四砷是一种含砷的无机化合物，化学式As4Se3，为鲜红色固体。它和α-As4S3等构。

## 制备
三硒化四砷由硒和砷在500℃下直接化合，产物在220～280℃冷却得到。